# 田中絵美子 (ゲームシナリオライター)
田中 絵美子（たなか えみこ）は、日本のゲームシナリオライター、ゲームプランナー。神奈川大学法学部卒業後、スパイク・チュンソフトに入社。不思議のダンジョンシリーズのシナリオを担当、現在独立し、スパイクチュンソフトの不思議のダンジョンシリーズのシナリオ制作補佐など。

## 来歴
- 神奈川大学法学部法律学科卒業
- チュンソフトに入社
- 独立後もスパイク・チュンソフトのゲーム制作に関わる

## 人物

### エピソード
独立後もスパイクチュンソフトのゲーム制作に関わる（『風来のシレン4　神の眼と悪魔のヘソ』では、スタッフロールに協力と記載されている。）

## 業績・作品リスト
- 不思議のダンジョンシリーズ
- 風来のシレン
- ホームランド (ゲームソフト)